# Udovo
Udovo (macedónul: Удово) település Észak-Macedóniában, a Délkeleti körzetben, a Valandovói járásban.

## Népesség
| Lakosok száma | 142  | 220  | 287  | 505  | 827  | 870  | 886  | 851  | 766  |
|               | 1948 | 1953 | 1961 | 1971 | 1981 | 1991 | 1994 | 2002 | 2021 |

- 1994-ben 883 lakosa volt.
- 2002-ben 851 lakosa volt, akik közül 838 macedón, 7 török, 2 szerb és 4 egyéb.